# Tell Be’er Scheva
Koordinaten: 31° 14′ 41″ N, 34° 50′ 27″ O

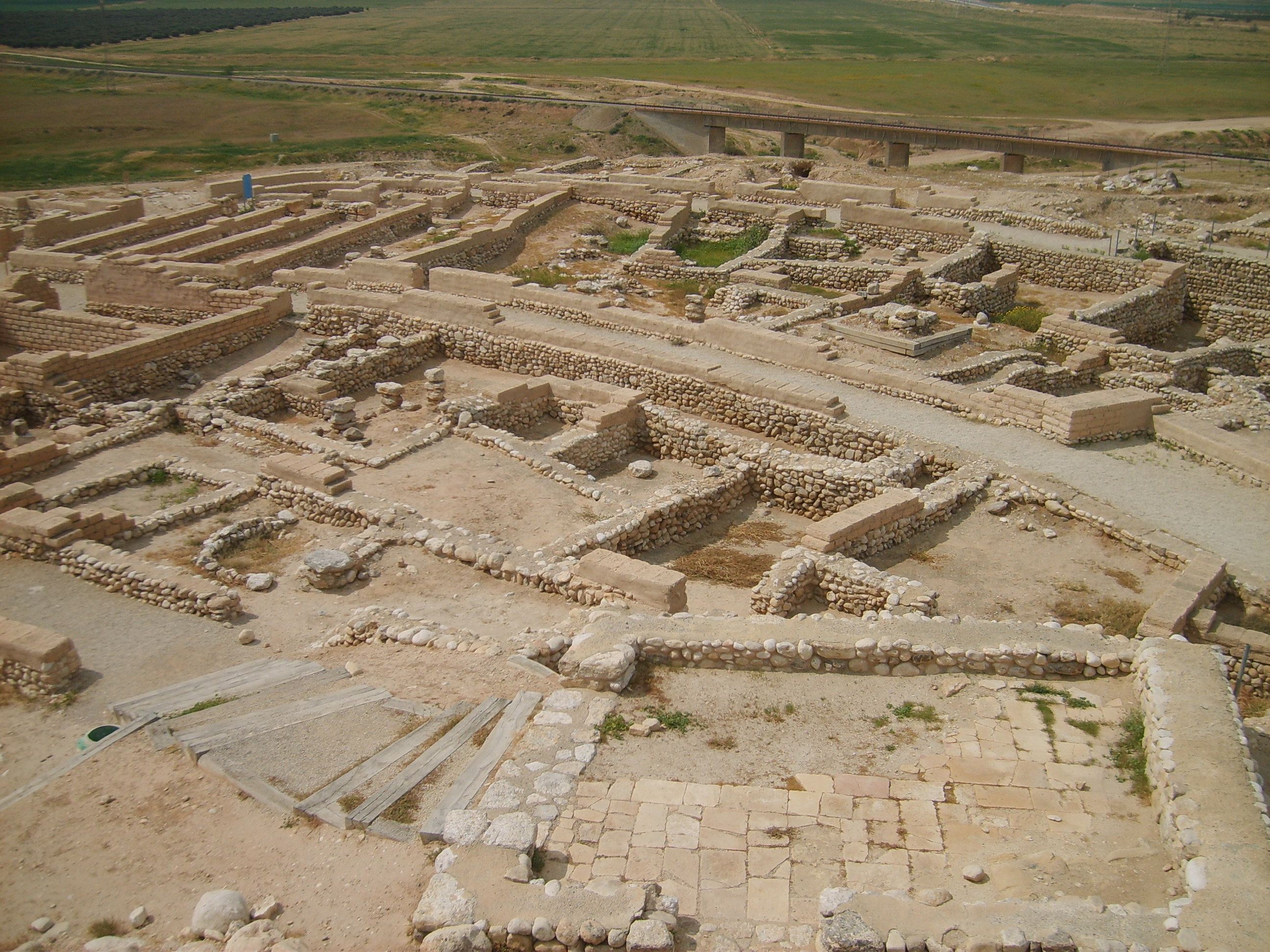
Luftbild des Siedlungshügels

Tell Beʾer Scheva (hebräisch תֵּל בְּאֵר שֶׁבַע), das auch unter dem Namen Tell es-Seba bekannt wurde, ist ein archäologischer Fundort östlich der modernen Stadt Beʾer Scheva in der Nähe des Beduinen-Dorfes Tel Scheva im Negev im südlichen Israel. Durch wiederholte Bebauung von den ersten Siedlungen im 4. Jahrtausend v. Chr. bis ins 8. Jahrhundert n. Chr. entwickelte sich ein Tell (Siedlungshügel) etwa 20 m über dem Niveau der Umgebung. Der Tell ist Bestandteil der UNESCO-Welterbestätte Biblische Siedlungshügel – Megiddo, Chazor und Beʾer Scheva. 

## Lage

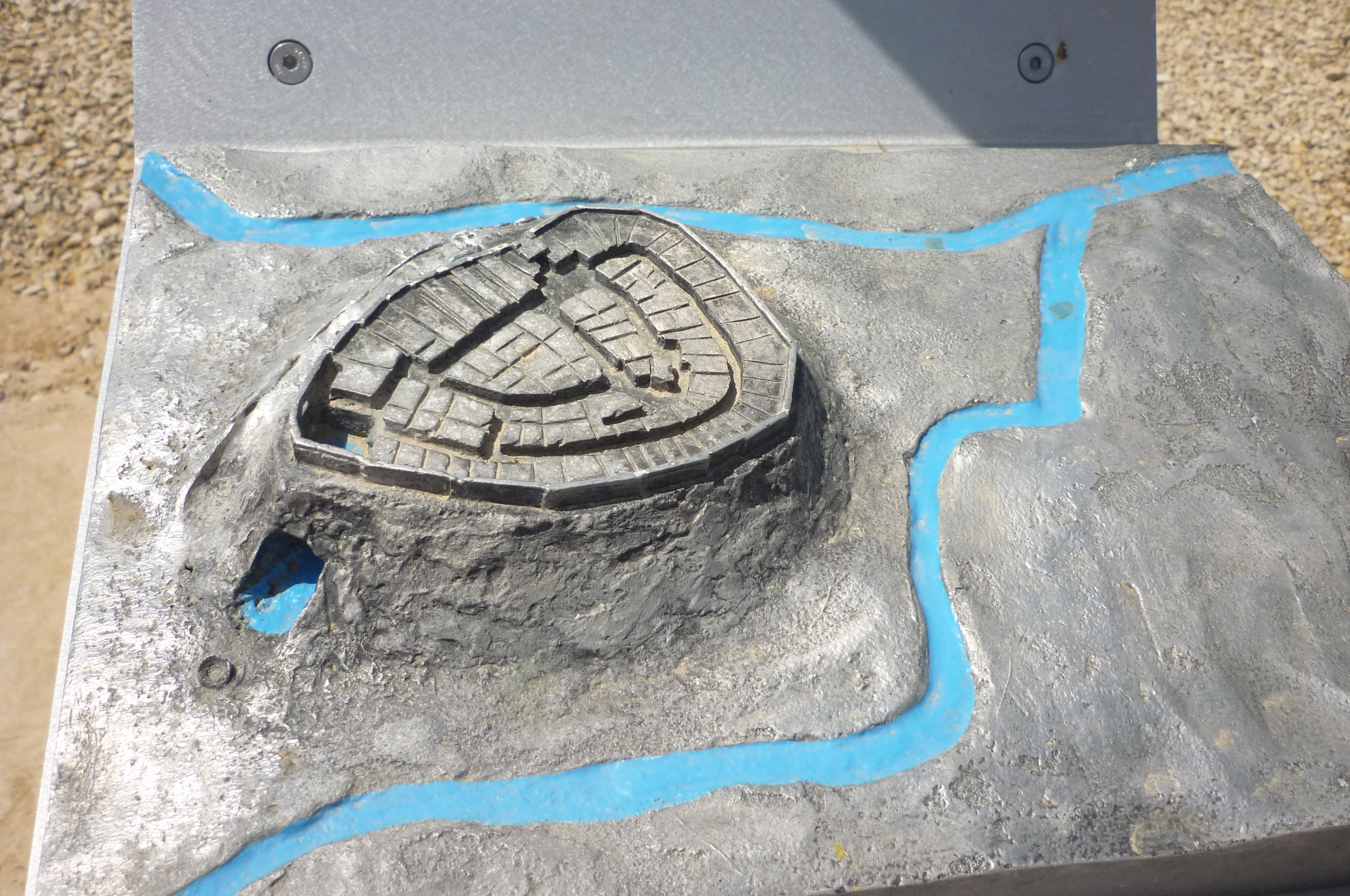
Modell der Lage von Tell Beʾer Scheva an den Flusstälern Nachal Beʾer Scheva (oben) und Nachal Chevron (rechts unten)

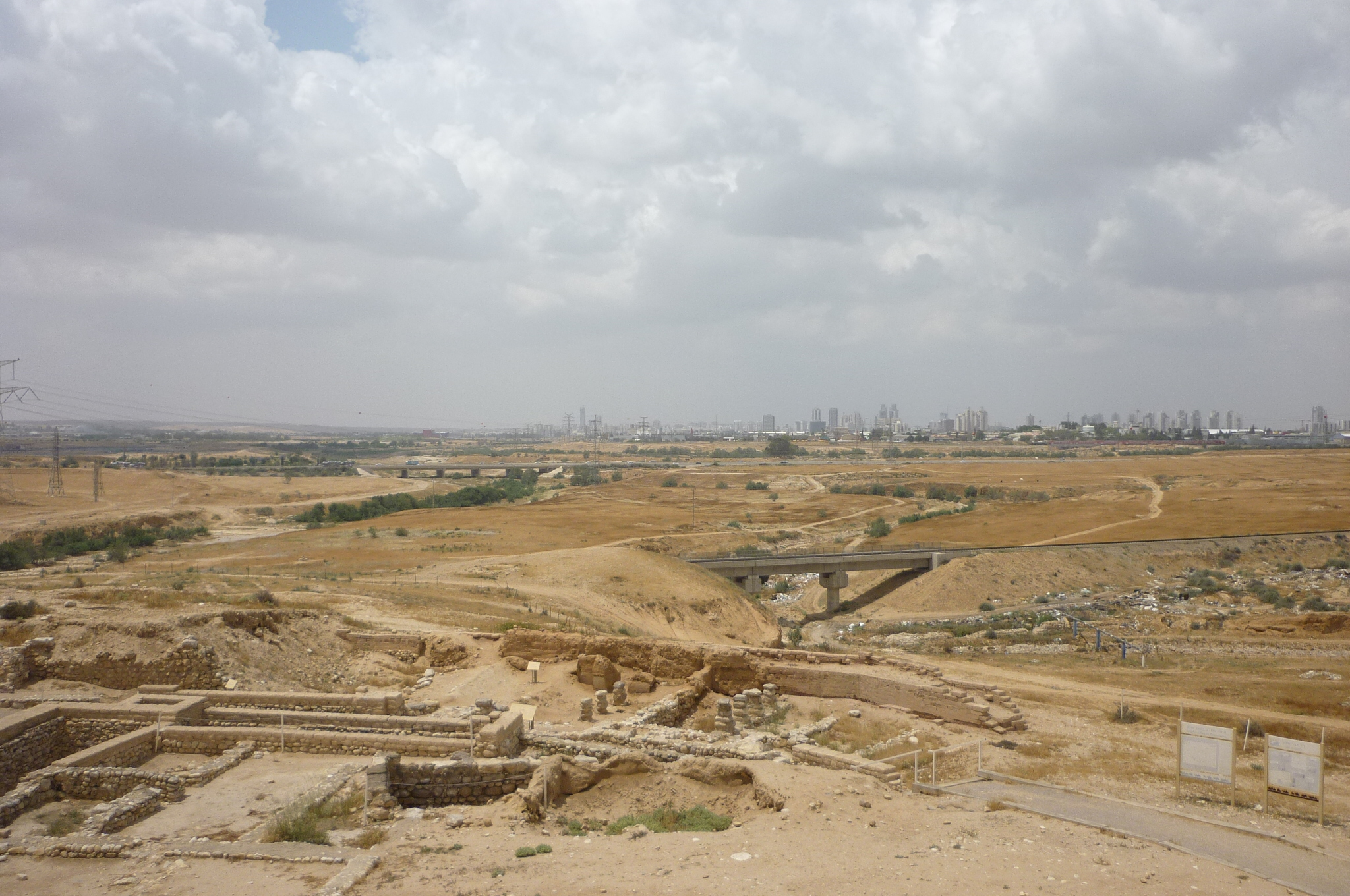
Lage des Tell Beʾer Scheva an den Flusstälern Nachal Beʾer Scheva (links) und Nachal Chevron (rechts) mit der modernen Stadt im Hintergrund; im Vordergrund links das Haus mit Keller (ehemals Tempel?) und rechts Wohnquartier an der Stadtmauer

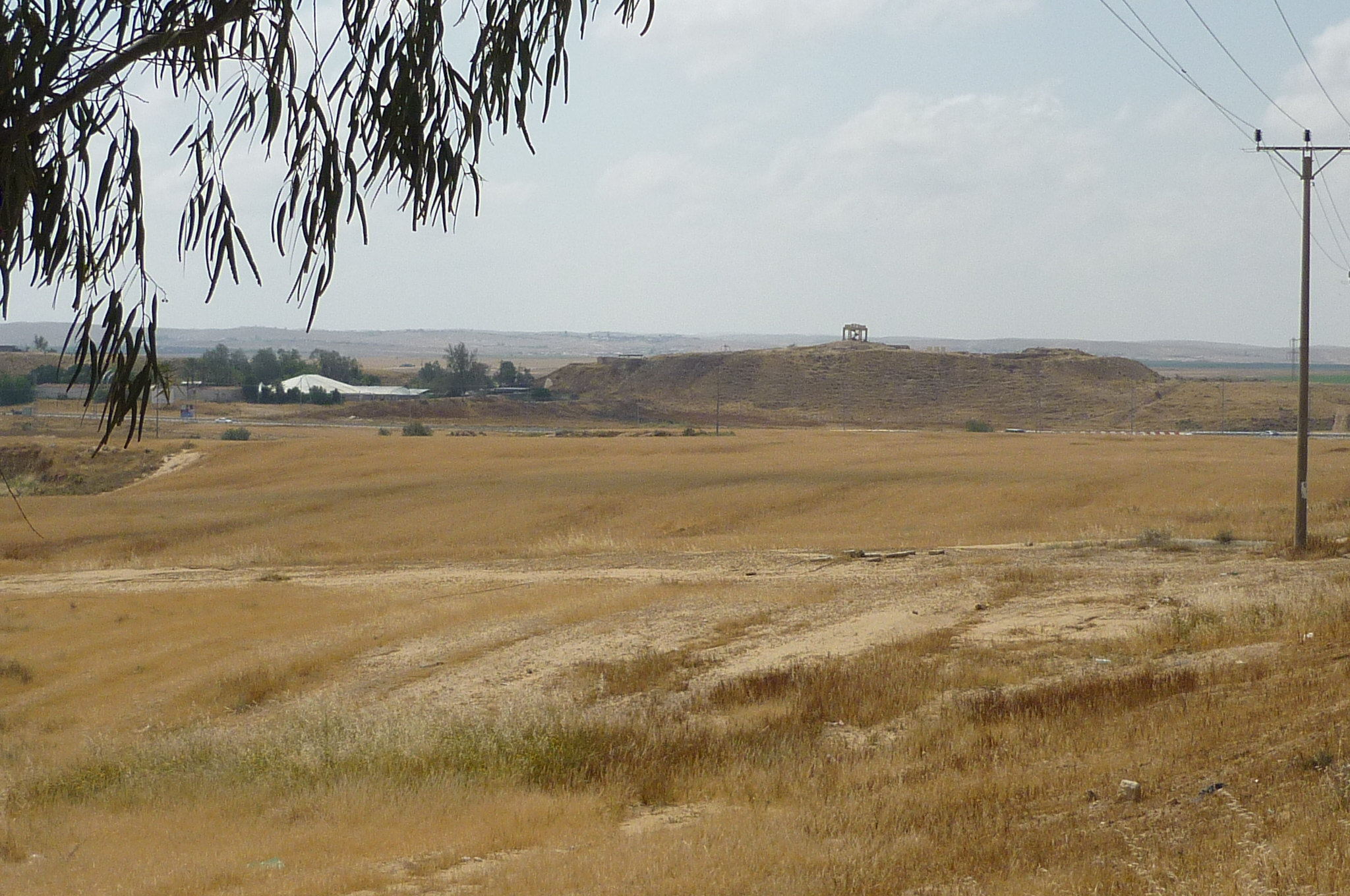
Tell Beʾer Scheva

Die historische Siedlung Tell Beʾer Scheva erhebt sich im Winkel zwischen den zusammentreffenden, nur in den Wintermonaten Wasser führenden Flusstälern Nachal Chevron und Nachal Beʾer Scheva, etwa 20 m über dem Niveau der umgebenden Ebene und 307 m über dem Meeresspiegel. Die unmittelbare Nähe zu den beiden Flüssen und Brunnen mit Verbindung zum Grundwasser sind für die Versorgung mit Frischwasser für die Stadt an der Grenze zur Negevwüste von großer historischer Bedeutung, sowohl für die Einwohner als auch für die vorbeiziehenden Händler und Karawanen. Die Flusstäler dienten in der Vergangenheit auch als Handelsstraßen. Die antike Siedlung befand sich an der Kreuzung der alten Handelsstraße durch die Wüste Negev vom Sinai im Süden bis nach Phönizien, Syrien und Mesopotamien im Norden und der Ost-West-Route vom Toten Meer im Osten nach Gaza im Westen.
Das Steppenland geht bei Beʾer Scheva in die Wüste Negev über, in deren Norden sich nur Beduinen ansiedeln konnten, die das Land mit Bewässerungstechniken urbar machen konnten, um Viehzucht und etwas Ackerbau zu betreiben. Die Nachbarvölker während der frühen Eisenzeit waren die Amalekiter und Philister.

## Beʾer Scheva in der Bibel
In der Bibel, ausschließlich im Tanach bzw. im Alten Testament, wird Beʾer Scheva – auch in der Namensform 'Beerscheba' – mehrfach (33 Mal) erwähnt, insbesondere in den Erzelternerzählungen. Der Ortsname taucht im 1. Buch Mose zunächst im Zusammenhang mit Abrahams Nebenfrau Hagar und ihrem Sohn Ismael auf, die in der Wüste von Beʾer Scheva umherirren (Gen 21,14 ). Es folgt die Erzählung, die namengebend für den Ort wurde: Der hebräische Name Beʾer Scheva bedeutet Brunnen des Schwurs und nimmt Bezug auf Abrahams Brunnenbau und den Schwur zwischen Abraham (Gen 26,31 ) und Abimelech, dem Philister-König von Gerar (Gen 21,22 ). Wasser-Quellen waren sehr wichtig für die nomadischen Hirten und Gegenstand vieler Kriege. Darum schloss der König von Gerar mit Abraham einen Vertrag nach einem Streit um den Besitz des Brunnens. Nach dem Tod Abrahams brach der Streit wieder aus, die Philister füllten die Brunnen mit Erde, und Isaak, der Sohn Abrahams, schlichtete den Streit erneut (Gen 26,15-33 ).
Weiterhin: Abraham pflanzte eine Tamariske in Beʾer Scheva (Gen 21,33 ). Gott sprach an diesem Ort zu Isaak und dessen Sohn Jakob. In Beʾer Scheva brachte Jakob Opfergaben dar, als er mit seiner Familie auf dem Weg nach Ägypten war, um seinen Sohn Josef zu besuchen (Gen 46,1-7 ).
Nach der Landnahme der Israeliten gehörte Beʾer Scheva zum Stammesgebiet von Juda (Jos 15,28 ) und später zum Stamm Simeons (Jos 19,2 ).
Die Stadt wird in der Bibel als südlichste Stadt des Großreiches Israel (2 Sam 3,10 ) unter den Königen Salomo und David (1 Kön 5,5 ) sowie auch als Südgrenze Judas beschrieben. Aus der Zeit des israelitischen Königs Ahab (9. Jahrhundert v. Chr.) wird der Ort Beʾer Scheva bei der Flucht des Propheten Elija vor Ahab außerhalb von dessen Herrschaftsbereich, dem Nordreich Israel, als Station in Juda genannt, auf dem Weg zum Gottesberg Horeb (1 Kön 19,3 ). Schließlich wird Beʾer Scheva im Buch des Propheten Amos (8. Jahrhundert v. Chr.) in Verbindung mit Verboten bzw. Strafankündigungen erwähnt (Am 5,5 )(Am 8,14 ).

## Geschichte
Bereits in der Kupferzeit, im 4. Jahrtausend v. Chr., war die Region besiedelt. Tonscherbenfunde deuten auf Ansiedlungen im Nachal Beʾer Scheva hin.
Nach einer Besiedlungslücke von etwa 2000 Jahren während der Bronzezeit ist ab der frühen Eisenzeit I, also mit Beginn des 12. Jahrhunderts v. Chr. über 500 Jahre, eine kontinuierliche Besiedlung des Stadthügels nachweisbar. Insgesamt konnten neun archäologische Schichten identifiziert werden.
| Frühe arabische Zeit    | 7.–8. Jahrhundert n. Chr.                       | Festung                                |
| Römische Zeit           | 2.–3. Jahrhundert n. Chr.                       | Festung                                |
| Herodianische Zeit      | 1. Jahrhundert v. Chr. – 1. Jahrhundert n. Chr. | Festung                                |
| Hellenistisch Zeit      | 3.–2. Jahrhundert v. Chr.                       | Tempel                                 |
| Persische Zeit          | 5.–4. Jahrhundert v. Chr.                       | Festung, Vorratsgruben                 |
| Eisenzeit II, Stratum 1 | frühes 7. Jahrhundert v. Chr.                   | Versuch des Wiederaufbaus abgebrochen  |
| Eisenzeit II, Stratum 2 | 8. Jahrhundert v. Chr.                          | Verwaltungshauptstadt, Kasemattenmauer |
| Eisenzeit II, Stratum 3 | 8. Jahrhundert v. Chr.                          | Verwaltungshauptstadt, Kasemattenmauer |
| Eisenzeit II, Stratum 4 | 9. Jahrhundert v. Chr.                          | Verwaltungshauptstadt, solide Mauer    |
| Eisenzeit II, Stratum 5 | 9. Jahrhundert v. Chr.                          | Verwaltungshauptstadt, solide Mauer    |
| Eisenzeit II, Stratum 6 | 9. Jahrhundert v. Chr.                          | Bausiedlung für Stratum 5              |
| Eisenzeit II, Stratum 7 | 10. Jahrhundert v. Chr.                         | Befestigte Siedlung                    |
| Eisenzeit I, Stratum 8  | 12.–11. Jahrhundert v. Chr.                     | Gruben, erste Wohnbauten               |
| Eisenzeit I, Stratum 9  | 12. Jahrhundert v. Chr.                         | Siedlung mit Lagergruben und Hütten    |
| Kupferzeit              | 4. Jahrtausend v. Chr.                          | Siedlungsspuren, Tonscherben           |

### Eisenzeit I (12. bis 11. Jahrhundert v.Chr.)

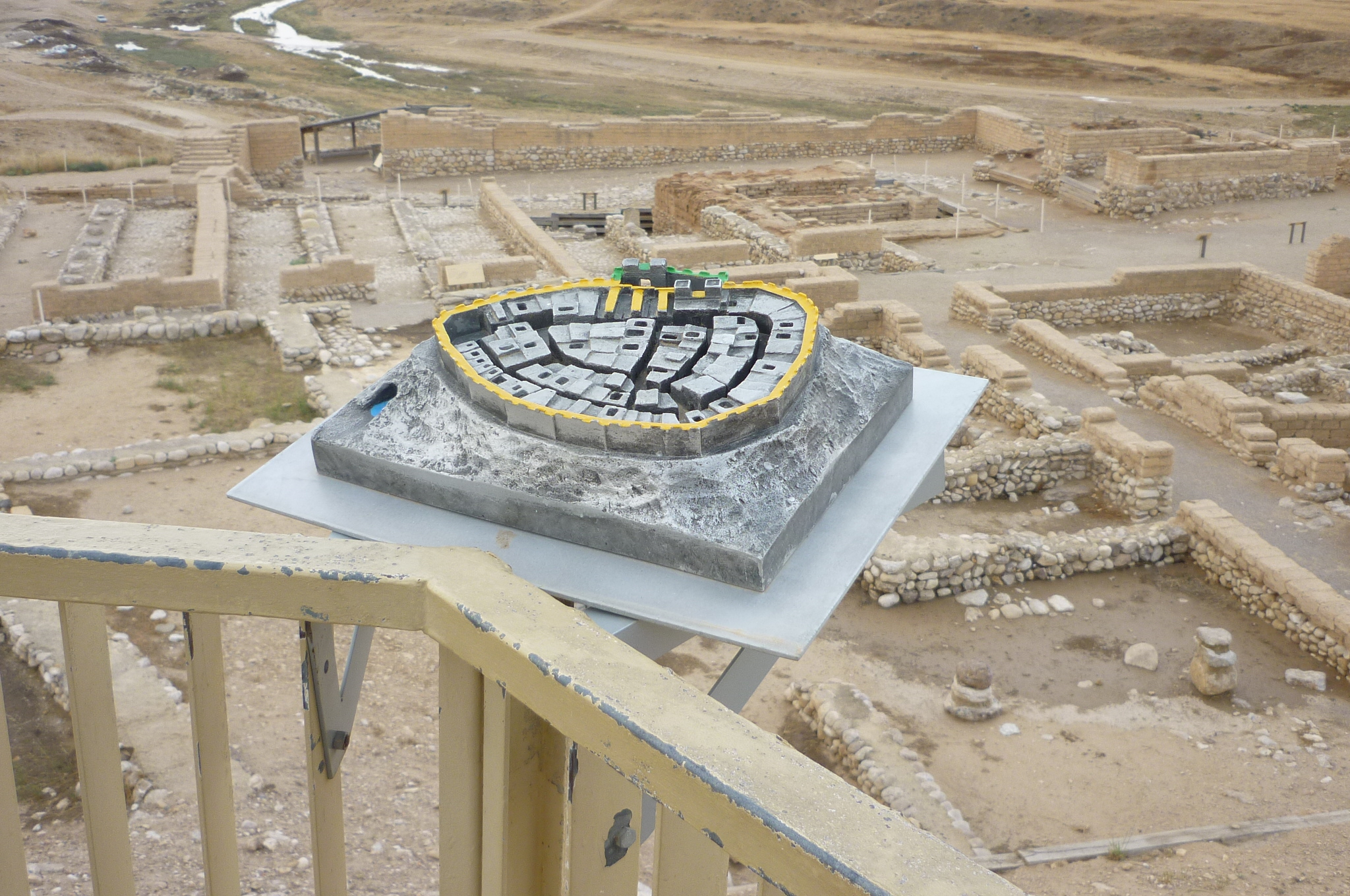
Stadtmodell, im Hintergrund links Vorratshaus, dahinter äußeres Stadttor (grün im Modell), rechts inneres Tor mit Kammern, davor zentraler Platz

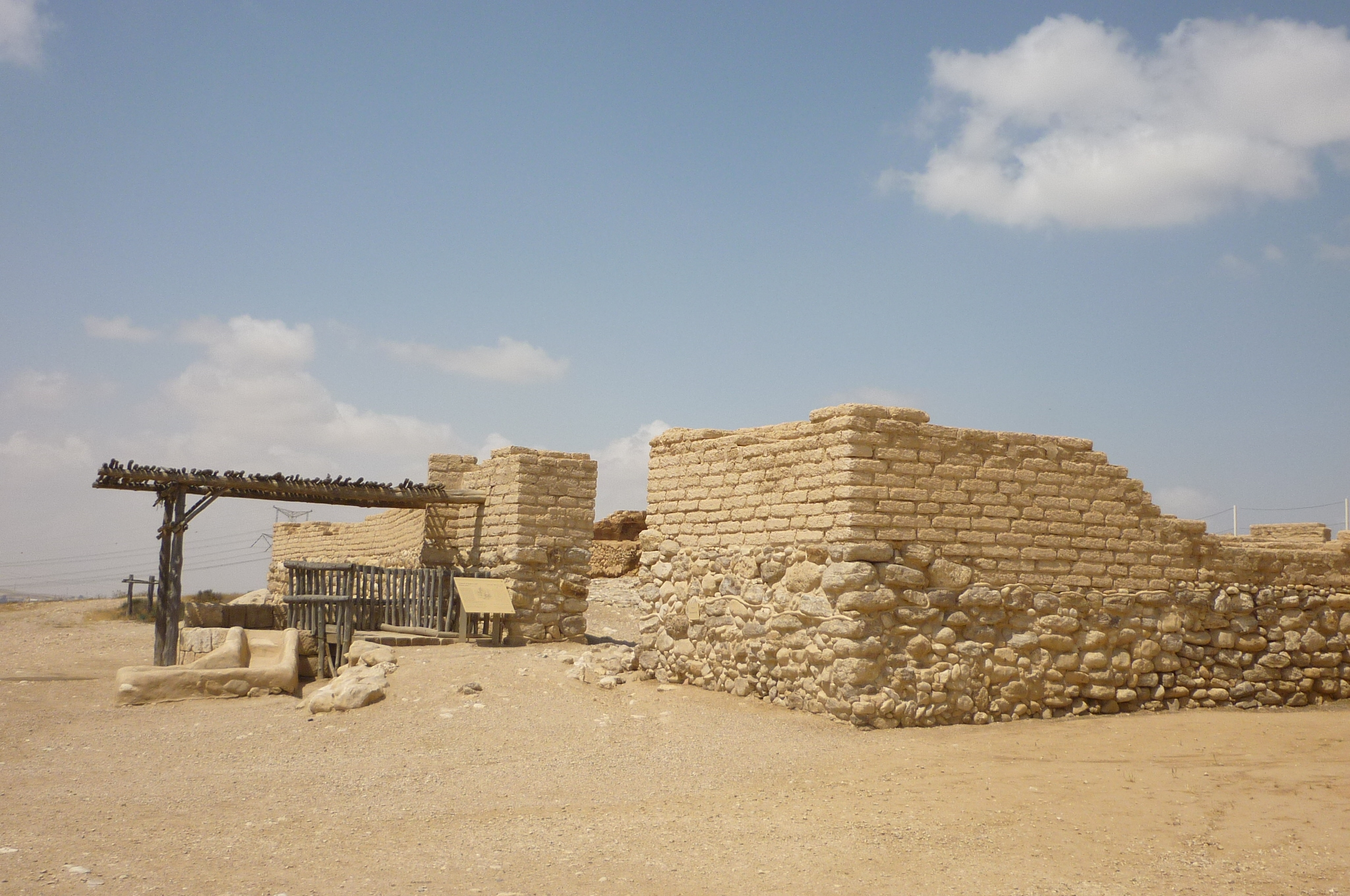
Äußeres Stadttor mit Brunnen (links davor)

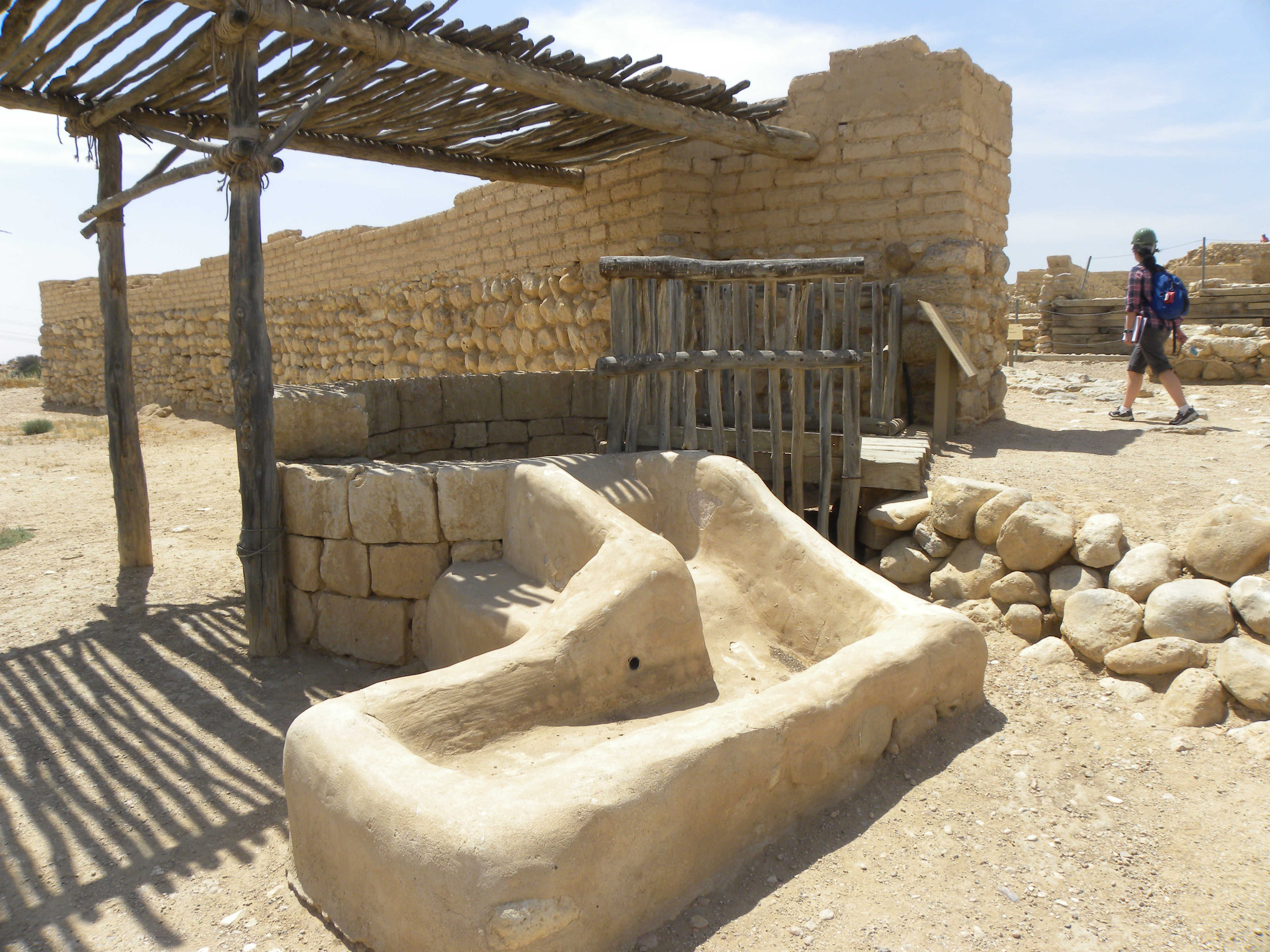
Brunnen mit Tränke vor dem äußeren Stadttor

Eine Ansiedlung aus der frühen Eisenzeit (Stratum 9) wurde mit Steingebäuden in späterer Zeit überbaut und die Steine wurden teilweise wiederverwendet. Diese Zeit ist nur durch sieben Lagergruben repräsentiert. Es werden 100 bis 140 Einwohner geschätzt. Für Stratum 8, das dem 11. Jahrhundert v. Chr. zugeordnet wird, sind erste Häuser sicher nachgewiesen. Auch die Bauten dieser Zeit wurden später überbaut. Eine ausgegrabene Töpferei mit fünf Wohngebäuden werden dem Ende des 11. Jahrhunderts v. Chr. (Stratum 7) zugeordnet. Im Stratum 7 ist die erste Ansiedlung von Gebäuden im Oval um einen zentralen Platz erkennbar. Typisch für diese Zeit sind die Häuser mit zwei Räumen im Erdgeschoss und einem im Obergeschoss. Teilweise wurde die Stadtmauer von der Gebäudeaußenwand gebildet. In zwanzig Gebäuden lebten in dieser Epoche auf dem Tel Beʾer Scheva etwa 100 Einwohner.

### Eisenzeit II (10. bis 7. Jahrhundert v.Chr.)

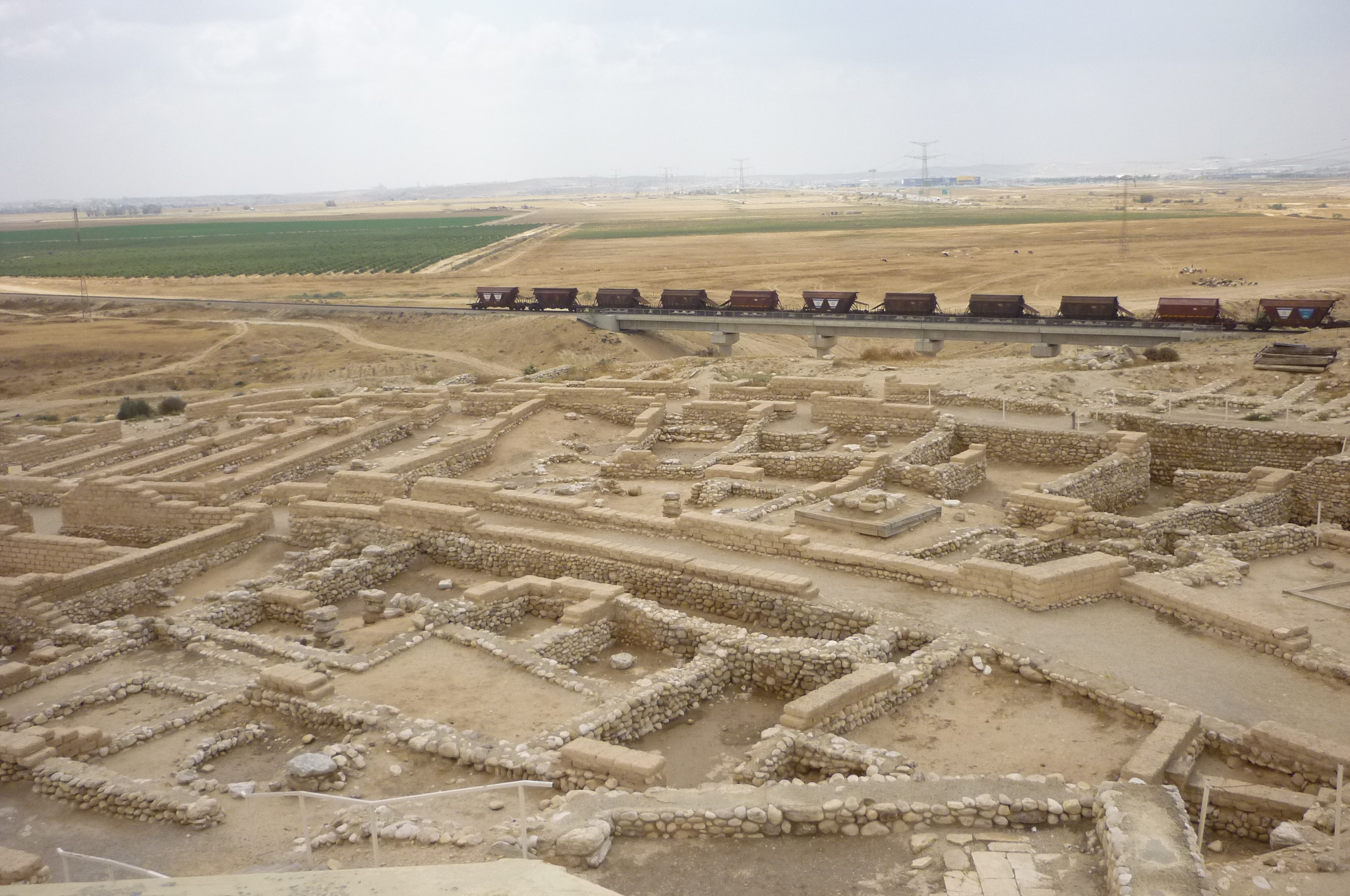
Äußere und innere Ringstraßen mit Wohnquartieren

#### Eisenzeit IIA: befestigte Siedlung
Die ersten Befestigungsanlagen werden der frühen Eisenzeit II (Eisenzeit IIA) zugeordnet (Stratum 5). Einige Archäologen bringen diese Befestigung mit dem Kampf des Königs Saul am Ende des 11. Jahrhunderts v. Chr. gegen die Amalekiter in Verbindung. Aufgrund von vergleichenden Analysen und solchen mit der Radiokarbonmethode wird diese Siedlungsphase eher dem späten 10. oder 9. Jahrhundert v. Chr. zugeordnet.
Wie Inschriften im großen Säulensaal des Amun-Tempels von Karnak zeigen, eroberte um das Jahr 925/926 v. Chr. der ägyptische Pharao Scheschonq I. (Shishak) das Königreich Juda, das damals von Salomos Sohn Rehabeam regiert wurde (1 Kön 14,25-27 ). Dabei wurde wahrscheinlich auch Beʾer Scheva zerstört. Es wurde wieder aufgebaut, aber bald danach erneut zerstört.

#### Eisenzeit IIB: Stadtbild der Verwaltungshauptstadt
Am besten kann der Stadtplan der Periode Eisenzeit IIB aus den Funden des Stratum 2 (8. Jahrhundert v. Chr.) rekonstruiert werden. Es lässt sich ein geschlossenes Stadtbild erkennen, mit Verwaltungsgebäuden und Wohnquartieren mit sogenannten Vierraumhäusern, einem inneren und einem äußeren Straßenring, Straßen mit Drainage zur Regenwasserableitung, Zisternen zur Speicherung des Regenwassers und auch von Wasser aus dem Hebron-Fluss zur Wasserversorgung der Einwohner, Stadtmauer mit äußerem und innerem Stadttor. Kasematten (Räume innerhalb der Stadtmauer) und vor allem das innere (Haupt-)Tor mit vier Räumen deuten auf die militärische und administrative Bedeutung des Ortes als Verwaltungszentrum des Königreiches Juda hin. Im inneren Tor gehören die (von außen kommend) linken Torkammern zu den Strata 2 und 3 (8. Jahrhundert v. Chr.), während die rechten zu den Strata 4 und 5 (9. Jahrhundert v. Chr.) gehört. In einer der Torkammern wurden gepflasterte Bänke gefunden, die möglicherweise Stadtältesten, Händlern, Richtern oder Propheten für ihr öffentliches Auftreten gedient haben mögen. Im Stadtinnern hinter dem Haupttor liegt ein zentraler (Markt-)Platz, von dem der innere und der äußere Straßenring sowie eine senkrecht dazu quer durch die Stadt verlaufende Straße abzweigen. Angrenzend im Winkel der beiden abzweigenden Ringstraßen liegt das Rathaus (Governor’s palace) mit Eingangskorridor, gepflasterten Hallen möglicherweise zur zeremoniellen oder repräsentativen Nutzung, einer Küche und einem Vorratsraum. Der äußere Straßenring von etwa 2 m Breite verläuft parallel zur Stadtmauer. Ein ausgegrabener älterer Straßenabschnitt zeigt, dass der äußere Straßenring vom Stratum 5 bis zum Stratum 2 in der Struktur erhalten blieb.

#### Eisenzeit IIB: Stadt des Handels und Kultes

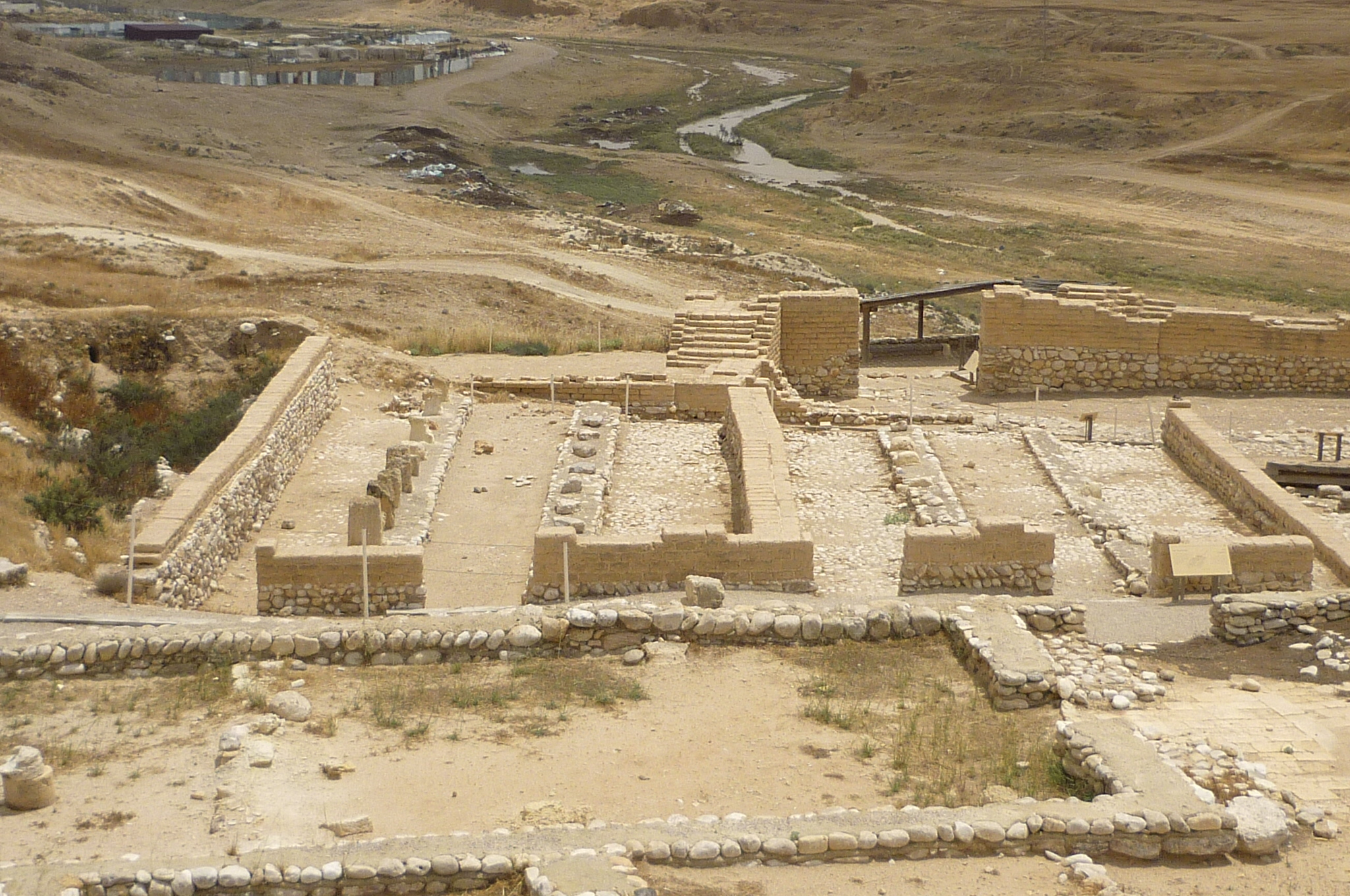
Vorratshaus mit zwei der drei Vorratsräume und je zwei Säulenreihen

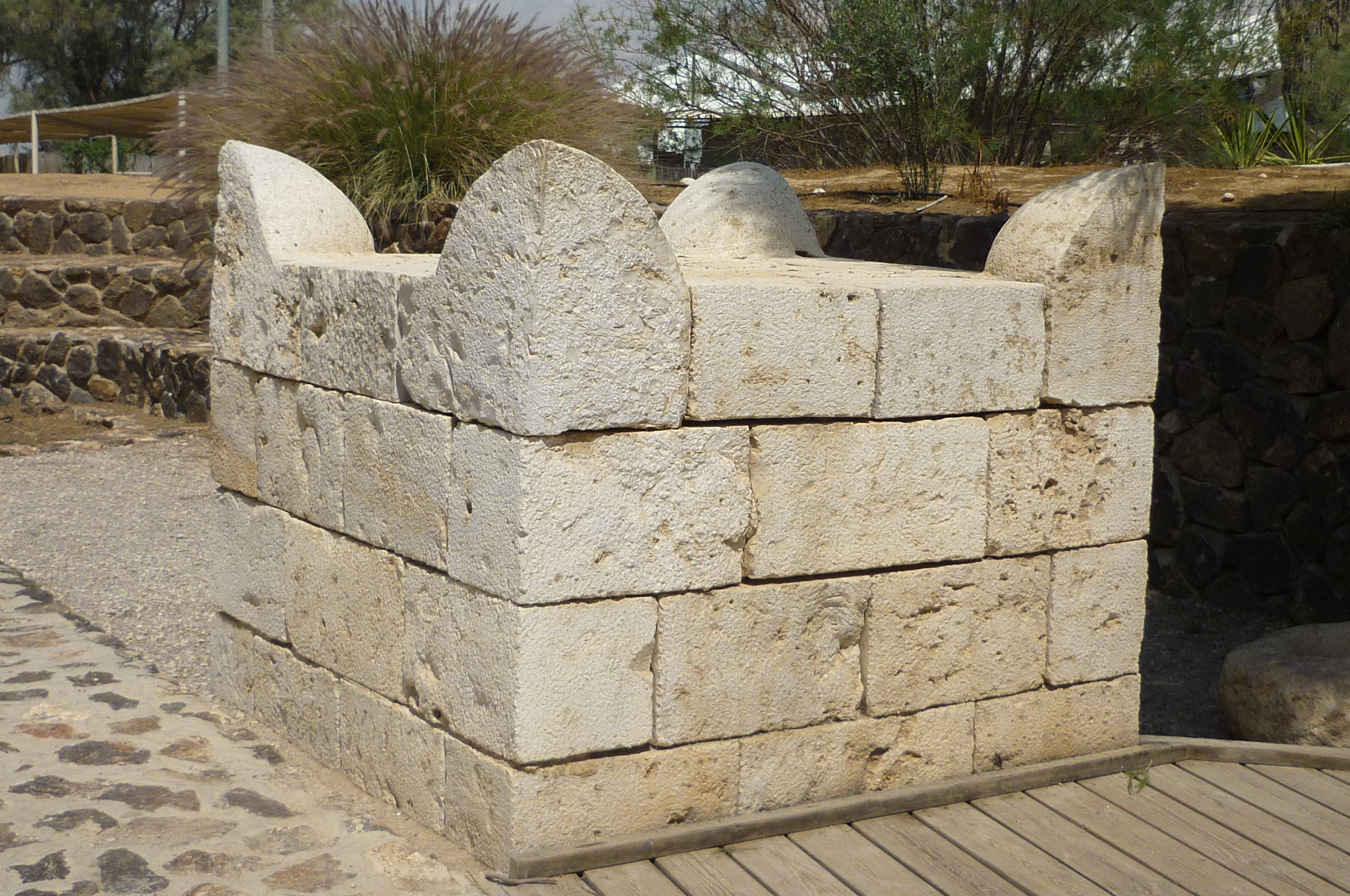
Rekonstruierter Hörneraltar (Original im Israel-Museum)

Die ausgegrabenen Ruinen eines großen Vorratshauses (storehouse) mit der Grundfläche von etwa 600 m2 lassen drei Vorratsräume mit je zwei Säulenreihen erkennen, zwischen denen Lasttiere (Esel) Platz gehabt haben könnten, zur Belieferung der seitlich angrenzenden Lager. Hier wurden Hunderte von Tongefäßen gefunden. In einer Mauer des Vorratshauses wurden auch Reste des Hörneraltars gefunden, der im Original im Israel-Museum in Jerusalem ausgestellt ist und dessen Rekonstruktion am Eingang der Ausgrabungsstätte des Tell Beʾer Scheva gezeigt wird. Namengebend für diese Altarform sind die vier Hörner an den Ecken (1,60 m mal 1,60 m). Altäre mit vier Hörnern werden in der Bibel mehrfach erwähnt (Lev 4.7, 18.25; Ex 29.12, 30.2; 38.2; 1 Kön 1.50; 2.28). Es wird vermutet, dass die Nachnutzung der Steine des Hörneraltars im Gemäuer des Vorratsgebäudes ein Ergebnis der Kultreform unter dem judäischen König Hiskija war (2 Kön 18,1-4 ), die auf die alleinige Verehrung JHWHs im Tempel in Jerusalem zielte. An der westlichen Ecke des äußeren Straßenringes wurde ein Haus mit zwei 4 m tiefen Kellerräumen ausgegraben. Diese ungewöhnliche Tiefe erklärt Yohanan Aharoni ebenfalls als ein Ergebnis der Kultreform Hiskijas, nämlich der Demontage eines an diesem Ort vermuteten Tempels. Diese Deutung stützt sich auch auf die Analogie zum Fund eines Tempels im Tell Arad, der Ende des 8. Jahrhunderts v. Chr. aufgegeben wurde.

#### Eisenzeit IIB: Wohnquartiere für über 300 Einwohner
An der westlichen Ecke zwischen äußerem Straßenring und Stadtmauer wurde ein Wohnquartier mit mehreren Räumen einschließlich der Kasematten und Räumen mit Säulenreihen ausgegraben, die vermutlich Räume für Tiere abgrenzen.
Die Zahl der Einwohner in dieser Siedlungsphase wird auf etwa 350 geschätzt. Diese Stadt wurde mehrmals zerstört und teilweise erneuert. Schließlich wurde die Stadt durch einen Großbrand zerstört – möglicherweise beim 3. Feldzug des assyrischen Königs Sennacherib (Sanherib) im Jahre 701 v. Chr.

### Persische, hellenistische und römische Perioden (5. Jahrhundert v.Chr. bis 3. Jahrhundert n.Chr.)
Nach einem versuchten Wiederaufbau blieb die Stadt bis zum Einmarsch der Perser unbewohnt. Unter persischer Herrschaft wurde im 5./4. Jahrhundert v. Chr. eine kleine Festung mit Stallungen im Stadtgebiet erbaut. Von einem Tempel aus hellenistischer Zeit sind noch die Fundamente eines Altars in der Nähe des Hauses mit den Kellern zu erkennen. In der Mitte der Stadt wurde ein römisches Festungsbauwerk über den Fundamenten der verfallenen israelitischen Stadt angelegt. In späterer römischer und byzantinischer Zeit verlagerte sich das Stadtzentrum in den Bereich des modernen Beʾer Scheva.

## Archäologische Ausgrabungen

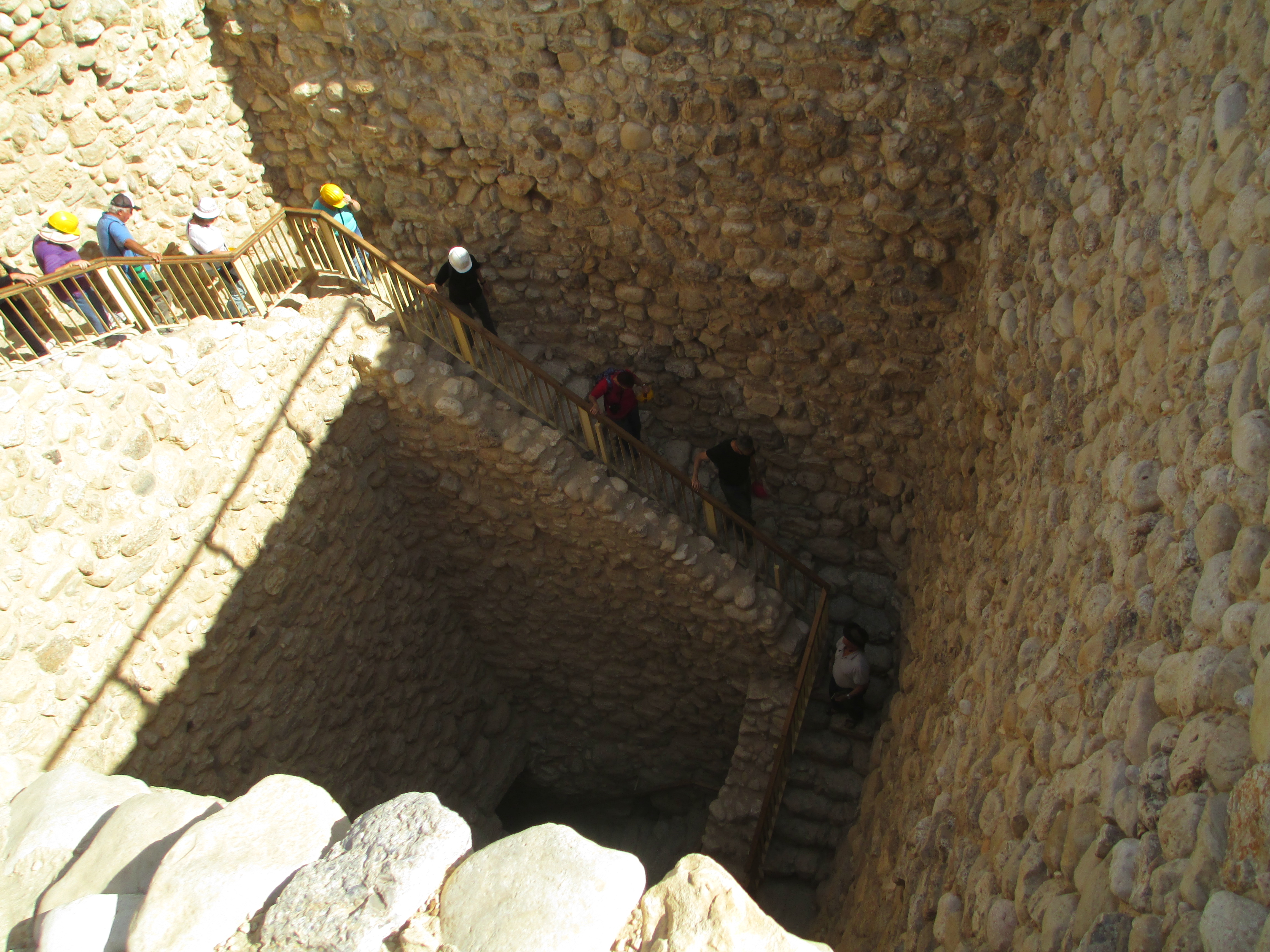
Treppenabgang zur Zisterne

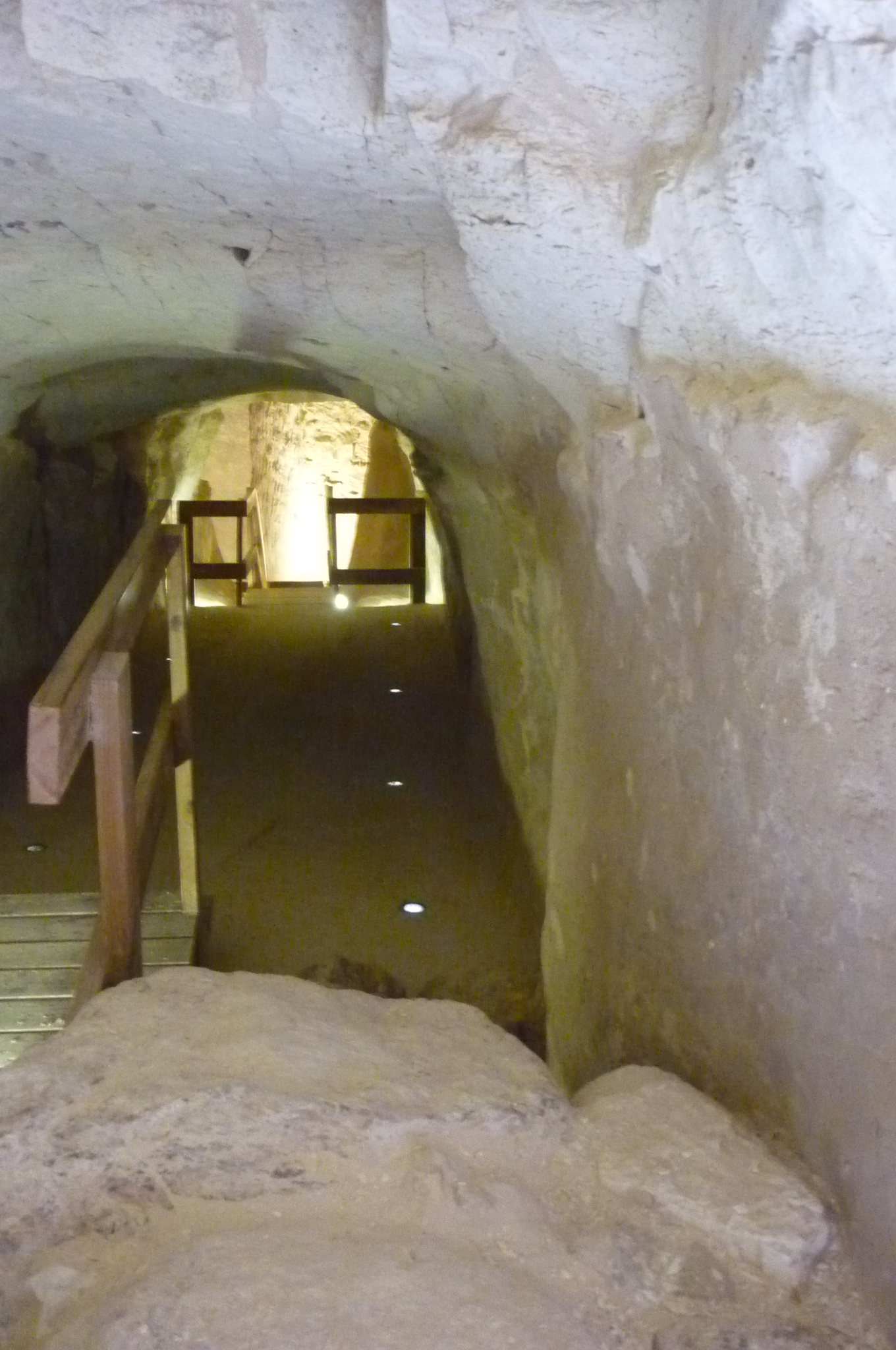
Zisterne

Die moderne Ausgrabungstätigkeit begann 1969 bis 1976. Sie wurde vom Institut für Archäologie der Universität Tel Aviv unter Leitung von Yochanan Aharoni durchgeführt und später von Zeʾev Herzog fortgesetzt. Der Schwerpunkt der Ausgrabungen lag auf der Stadt der Israeliten vom 10. bis 8. Jahrhundert v. Chr., d. h. der Zeit des Königs David bis zur assyrischen Eroberung. In den Jahren 1993 bis 1995 wurden die Ausgrabungen durch Zeʾev Herzog und Ido Ginnaton fortgesetzt. Unter anderem wurden das Wassersystem und der Brunnen vor dem äußeren Stadttor ausgegraben. Der Brunnen, mit einer Tiefe von 69 m, reicht bis ins Grundwasser und versorgte die Einwohner der Stadt, wie auch vorbeiziehende Karawanen, mit Trinkwasser. Dieser Brunnen wird auch als Brunnen Abrahams und Isaaks gedeutet, von dem der Ortsname Beʾer Scheva abgeleitet ist (Gen 26,26-33 ).
Das Wassersystem besteht aus drei Teilen: Erstens ein 20 m tiefer Schacht, in den Treppen hinabführen, zweitens ein 700 m³ fassender Wasserspeicher aus Kalksteinen, drittens ein Kanal, durch den Wasser aus dem Hebron-Fluss in den Wasserspeicher geführt wurde. Dieses Wassersystem wurde am Ende der hellenischen Periode zerstört, eventuell aufgrund eines Erdbebens.

## UNESCO-Welterbe
Der Tell Beʾer Scheva wurde 1986 als Nationalpark deklariert und seit 1990 die 18 ha große Fläche durch die Israel Nature and Parks Authority öffentlich zugänglich gemacht. Seit 2003 ist auch das Wassersystem mit den Zisternen öffentlich zugänglich. Im Jahr 2005 hat die UNESCO den Tell Beʾer Scheva zusammen mit zwei anderen Siedlungsstätten aus biblischer Zeit, nämlich Megiddo und Chazor, zum UNESCO-Welterbe Biblische Siedlungshügel – Megiddo, Chazor und Beʾer Scheva erklärt.